# Langue de porc à la mode de Troyes
La langue de porc à la mode de Troyes est une spécialité charcutière de la ville de Troyes en France.